# Genius könyvkiadó
A Genius-kiadó 1920-ban alakult, Káldor Miksa kezdeményezésére. A kiadó irodalmi vezetője Bálint Lajos (1886–1974) lett, ő kapta meg a könyvkiadói program, könyvkiadói arculat kidolgozásának a feladatát. Bálint Lajos, aki 1915-től kezdve a budapesti Nemzeti Színházban volt színházi titkár és dramaturg, megfelelő választásnak bizonyult. S még ha csupán 4 évet töltött is el a kiadónál,  a kiadványok színvonalát magas szintre emelte fel.

## A működés évei
A kiadó eleinte a Löbl nyomdával dolgozott, viszont a kiadványok típusain nem tudtak megegyezni. Löblék alacsonyabb színvonalú, de jobban eladható műveket akartak kiadni, míg Káldor szerint az igényes műveknek sokkal nagyobb keletje van. Így a kezdeti együttműködést felrúgva az alapítónak új nyomda után kellett nézniük. Végül sikerült megnyerniük a Magyar Papír és Vegyipari Gyárat.
A művek más nyomdákból is napvilágot láttak. Leginkább Gottermayer Nándor nyomdájában készültek, később beszállt a Franklin, a Globus és többek között a Hungaria nyomda is.

## A kiadó sorsa
Lantos Adolf – könyvkereskedőként és antikváriusként fejtett ki értékes kiadói munkásságot a két háború között – 1930-ban megszerezte a Genius Könyvkiadó Rt.-t. A Genius könyvkiadó fölhasználva Móra harmincéves írói jubileumát (1932) indította meg a Móra Ferenc munkái – jubileumi díszkiadás című, egységes fekete kötésű sorozatot. 1933-ban beolvadt a Révai Testvérek irodalmi Rt-be.
Több jelentős sorozatot jelentetett meg (lásd lent), és a jelentős írókat olyan emberek fémjelezték, mint: József Attila, Babits Mihály, külföldiek közül Puskin, Ibsen, Rilke.

## Könyvsorozataik
- Genius Könyvtár (1920–1923): Leginkább Turgenyev, Puskin és Oscar Wilde műveivel.
- Nagy Írók – Nagy Írások (1921–1926): Balzac, Dickens, Shakespeare, Ibsen nevével találkozhatunk.
- A Regényírás Művészei (1921–1926): kevésbé ismert írókkal: Guido da Verona, D’Annunzio.
- Rudolf Steiner művei (cc1948-ig)
- Miniatűr Könyvtár: Kosztolányi művek többek között.
- Szabad Iskola (1921–1928)